# New Model Army (groupe)
Pour l'armée organisée par Oliver Cromwell, voir New Model Army.
New Model Army, aussi abrégé NMA, est un groupe de rock indépendant britannique, originaire de Bradford, West Yorkshire, en Angleterre. Il est formé en 1980 par Justin Sullivan et Robert Heaton. Même si l'influence principale est le punk (mais plus mélodique que la plupart des représentants de ce genre), NMA n'hésite pas à s'inspirer, voire intégrer, d'autres styles musicaux tel que le folk. Son nom provient de la New Model Army fondée par Oliver Cromwell lors de la Première révolution anglaise (1642-1651).

## Biographie

### Formation etVengeance(1980–1984)
Le groupe est formé à Bradford, West Yorkshire à l'automne 1980, dont le nom s'inspire de la présence militaire établie par le parlement pendant la guerre civile anglaise, et joue un premier concert à Bradford en octobre, du punk et Northern soul. Sullivan utilise le pseudonyme de Slade the Leveller jusqu'au milieu des années 1980, supposément car il ne voulait pas perdre ses allocations si les autorités réalisaient qu'il gagnait de l'argent grâce à la musique,. Ils continuent à tourner localement sans grande reconnaissance de la part du grand public, jusqu'en 1983 date à laquelle ils publient les singles Bittersweet et Great Expectations au label Abstract Records, qui sont aussi diffusés à la radio par John Peel.
En février 1984, ils sont invités à jouer à l'émission The Tube, considérés par l'animatrice Muriel Gray comme le « groupe de rock and roll le plus laid,. » Après ça, le premier mini-album du groupe, Vengeance, atteint la première place de l'UK Independent Chart au début de 1984, devant The Smiths. Après un autre single The Price qui atteint aussi le classement, le groupe est signé au label major EMI.

### Années major (1985–1993)

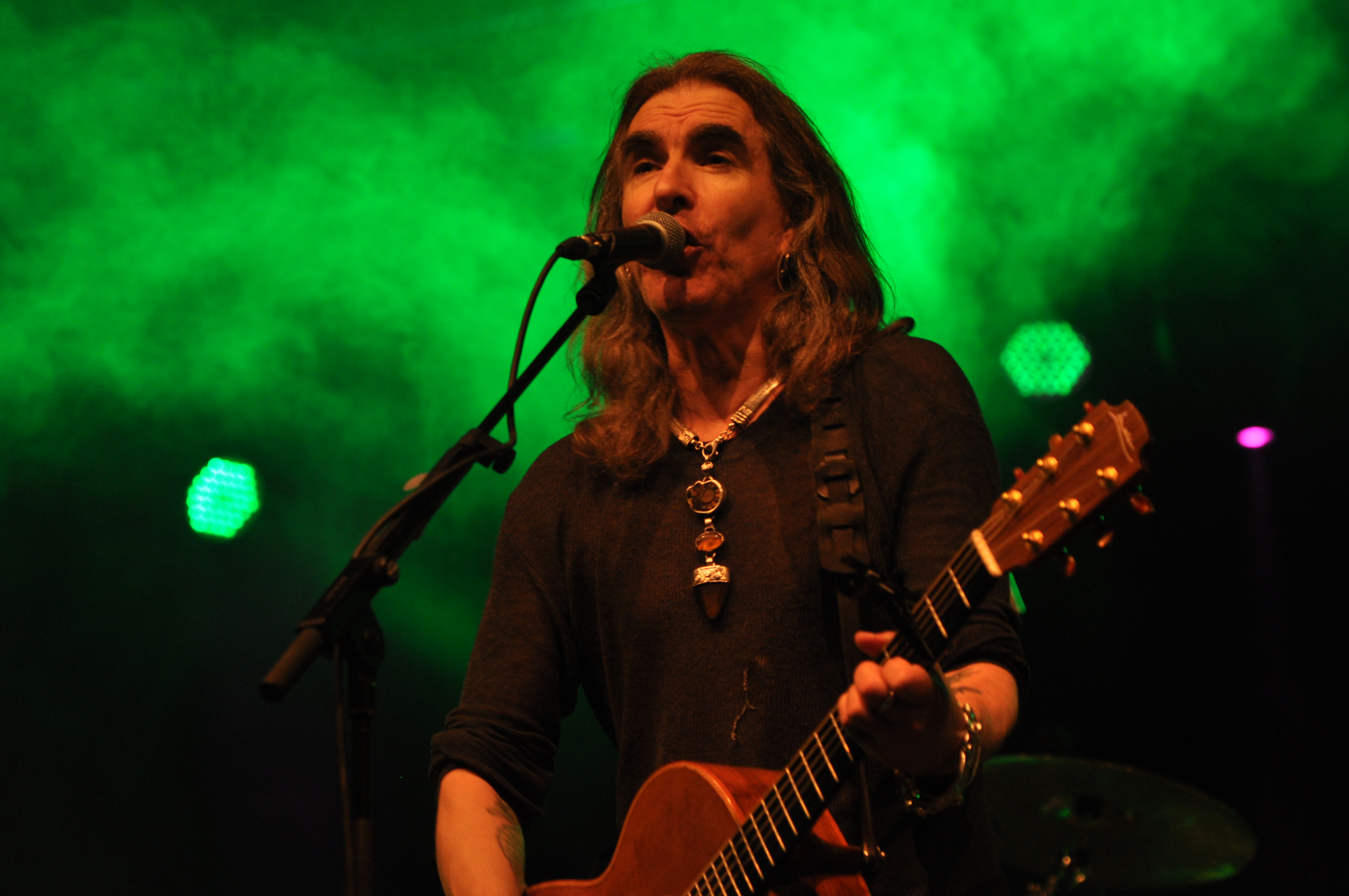
Justin Sullivan.

Le groupe réalisera cinq albums studio (plus un album live) pour EMI et un album studio pour Epic, pendant une période de huit ans. No Rest for the Wicked (1985) et le single No Rest atteignent le top 30 britannique ; ce dernier mène à la polémique lorsque le groupe portait des t-shirts avec la phrase Only Stupid Bastards Use Heroin (« Seuls les connards se shootent à l'héroïne ») pendant leur participation au Top of the Pops. Pendant la tournée No Rest, Morrow quitte le groupe, et, après quelques retards, est remplacé par Jason « Moose » Harris, 17 ans à l'époque.
En décembre 1986, le groupe peut enfin tourner aux États-Unis. À cette période, The Ghost of Cain, produit par Glyn Johns, est publié et nommé meilleur album de l'année 1986 au journal The Times par David Sinclair. Leurs concerts se feront au Reading Festival et avec David Bowie en face du Reichstag de Berlin. Ils recrutent un second guitariste en la personne de Ricky Warwick, et un joueur d'harmonica, Mark Feltham, du groupe Nine Below Zero.
Thunder and Consolation est publié en février 1989, et assiste à une transition vers du folk rock, en particulier les chansons qui font participer le violiniste Ed Alleyne-Johnson. Décrit comme l'album phare du groupe, ils atteint la 20e place des classements britanniques, et les singles Stupid Questions et Vagabonds font bonne impression en Amérique. Le groupe y tournera d'ailleurs avec Alleyne-Johnson à la guitare et aux claviers. À la fin de l'année cependant, Harris quitte le groupe et est remplacé par Peter « Nelson » Nice, qui jouera au sein du groupe pendant plus de 20 ans. L'album Impurity continue dans la lancée folk avec Alleyne-Johnson et Adrian Portas à la guitare. L'album qui suit se caractérise par un radical changement de style. The Love of Hopeless Causes, le seul album des New Model Army publié par Epic Records, est publié en 1993 ; le single Here Comes the War provoque la polémique car il comprend des paroles expliquant comment fabriquer une bombe nucléaire.

### Pause et indépendance (1994–2000)
Le groupe décide de s'arrêter pendant un an pour se concentrer sur des problèmes musicaux et personnels, puis revient à la fin 1994 avec Dean White, aux claviers et à la guitare, remplaçant Alleyne-Johnson. Mais des divergences entre Sullivan et Heaton font surface ; Sullivan expliquera : « On a écrit Thunder and Consolation et c'était magnifique, mais peu après ça, on a commencé à dégringoler, pendant toute la durée de l'album. Il est parti d'un côté et moi de l'autre. » Strange Brotherhood est publié en mai 1998 et accueilli de manière mitigée ; Heaton est diagonostiqué d'une tumeur cérébrale. Il suggèrera alors de se faire remplacer par son technicien Michael Dean pour la tournée de l'album.  À cette période, le groupe lance son label indépendant, Attack Attack, et Tommy Tee, le manager des débuts, revient gérer le groupe. Un album live ...and Nobody Else suit en 1999, et leur huitième album, Eight en 2000.

### Mort de Robert Heaton (2001–2009)

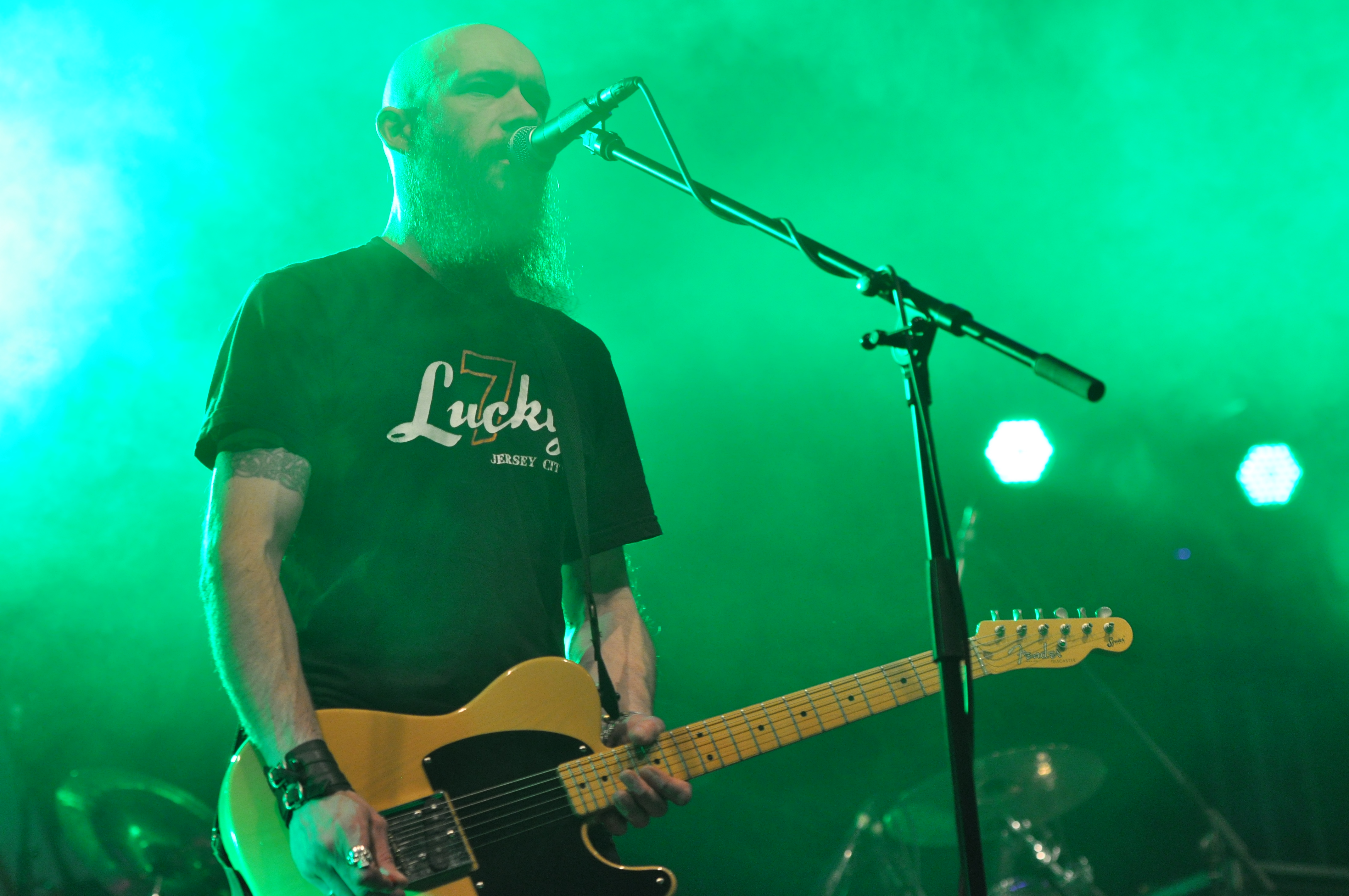
Marshall Gill.

Après la tournée Eight, le groupe se met de nouveau en pause, notamment car Sullivan voulait se concentrer sur son album solo, Navigating by the Stars, qui sera publié en 2003, et tourne avec Sullivan, Dean et White. 
Alors que le groupe s'apprête à enregistrer un neuvième album, Robert Heaton meurt d'un cancer du pancréas le 4 novembre 2004. Carnival est finalement publié en septembre 2005, et comprend une réaction de Sullivan à la mort de Heaton, Fireworks Night,. Dave Blomberg sera incapable de prendre part à la tournée pour l'album, et sera remplacé par le guitariste Marshall Gill.
Leur dixième album, High, est produit relativement vite, et publié en août 2007. Leur tournée se voit repoussée de nouveau à cause de problèmes de passeport ; mais le problème est rapidement résolu et les dates sont repoussées pour début 2008. Peu après, le groupe est de nouveau secoué par un événement tragique : Tommy Tee meurt soudainement à 46 ans. En 2009, néanmoins, le groupe revient en studio. Today Is a Good Day est un album sans compromis, avec une chanson-titre axée heavy rock,.

### 30eanniversaire (depuis 2010)

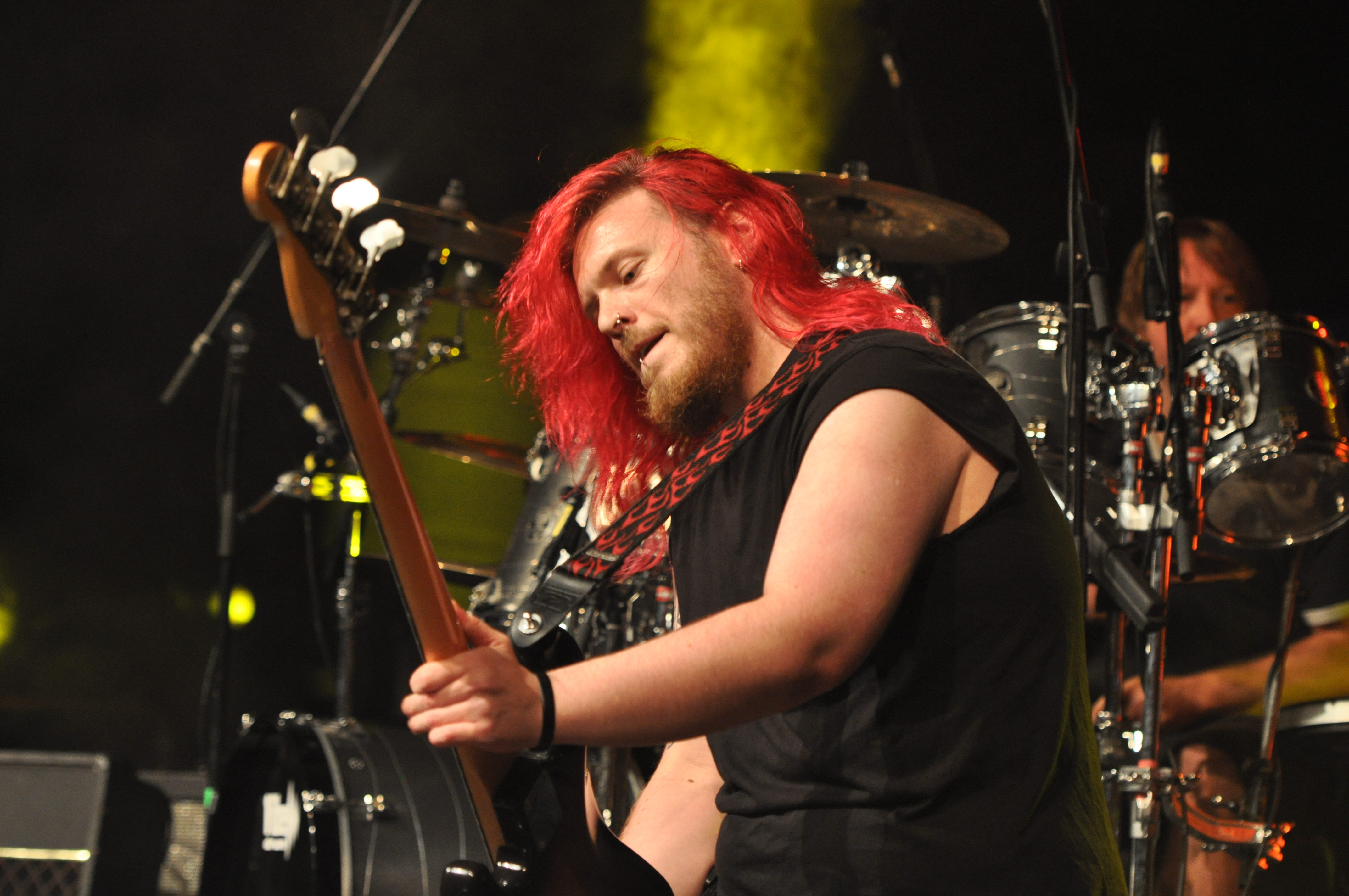
Ceri Monger, bassiste actuel.

Vers la fin 2010, le 30e anniversaire du groupe est célébré sur quatre continents pendant chaque weekend entre septembre et décembre ; dans la plupart des grandes villes, les concerts se faisaient en deux nuits avec deux différentes sessions ; le groupe ayant promis de jouer au moins quatre chansons issues de leurs onze albums, en plus de Lost Songs et B-Sides and Abandoned Tracks, leurs compilations de faces B et inédits,. Leurs derniers concerts s'effectuent au Kentish Town Forum de Londres, et sont filmés puis publiés en CD et DVD.
En 2013, leur douzième album, Between Dog and Wolf, mixé par Joe Barresi, est publié ,et devient l'album du groupe le mieux vendu depuis The Love of Hopeless Causes 20 ans plus tôt. L'album marque un retour aux racines avec des rythmes notées « tribaux ». Un an plus tard, Between Wine and Blood est publié et comprend six chansons inédites issues de sessions d'enregistrement de Between Dog and Wolf, dont onze chansons live. En octobre 2014, un documentaire sur le groupe est réalisé, sous le nom de Between Dog and Wolf: The New Model Army Story, par Matt Reid ; il est diffusé au Festival de Raindance de Londres et au Festival du nouveau cinéma à Montréal. Leur quatorzième album, Winter, est publié le 26 août 2016 et est classé premier par The Big Takeover. En 2018, ils tournent avec notamment Gold en première partie. Les 13,14 et 15 Avril 2018, ils organisent les concerts des 1000 voix à Londres dans la Round Chapel. Le concept est de faire chanter le public (1000 personnes) pendant que le groupe joue au centre de la chapelle (Night of a thousand voices). Un double CD et DVD sortira pour marquer cet événement. Le 23 août 2019, le groupe sort son 15e album studio, From Here.

### 40e anniversaire

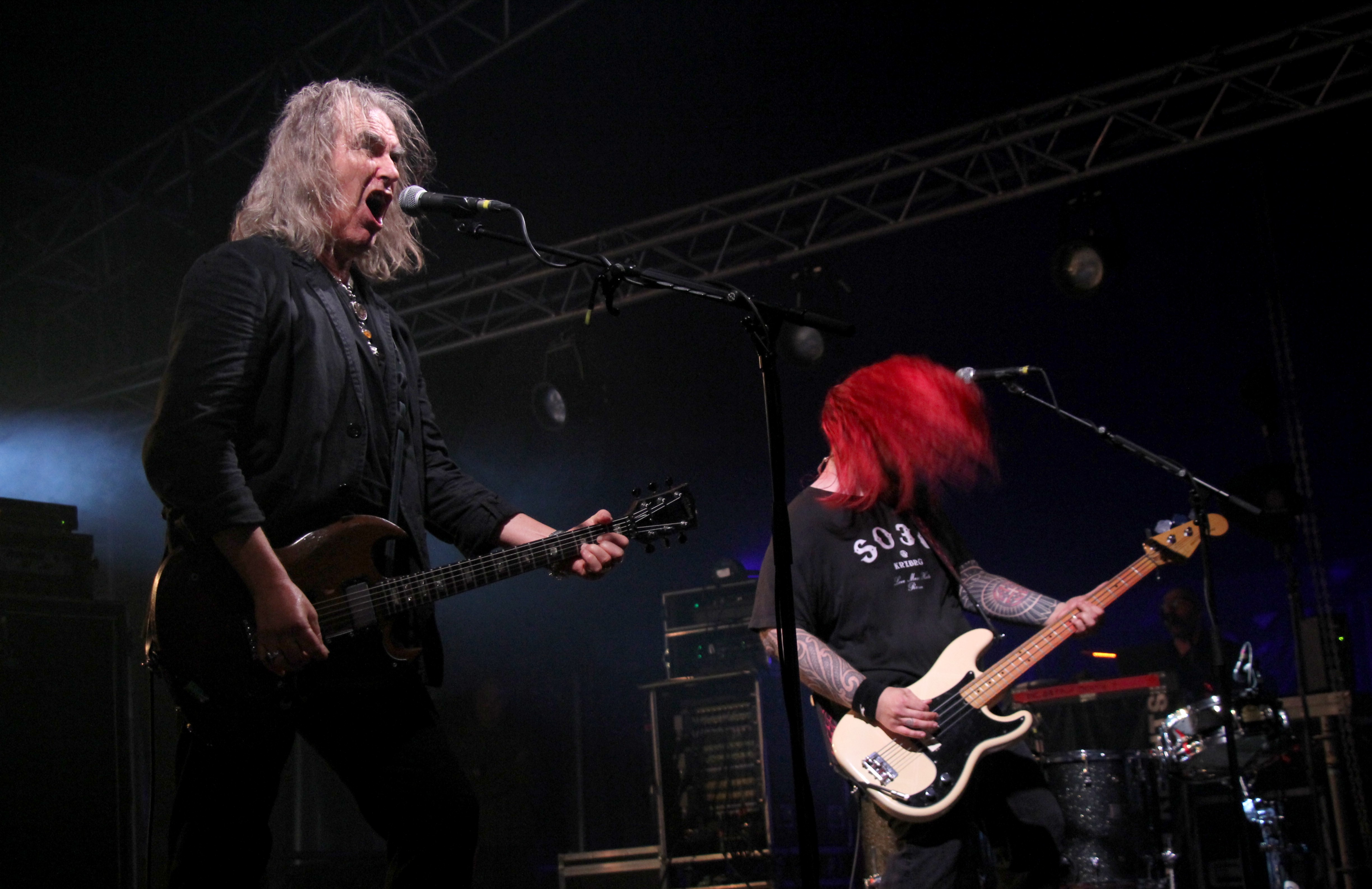
Justin Sullivan et Ceri Monger lors du festival God Save the Kouign à Penmarch en juin 2024.

Le groupe engage en 2020 sa tournée des 40 ans de carrière. Cette tournée, perturbée par l'épidémie du coronavirus, verra le groupe jouer 3 heures lors des différentes dates ou deux soirs d'affilée dans certaines villes. Le point marquant sera le concert de Berlin le 17 juillet 2020 où le groupe sera accompagné d'un orchestre symphonique. Le groupe commencera finalement sa tournée du 40e anniversaire fin 2021 sans Marshal Gill, le groupe revenant a une formation à quatre avec Dean White jouant principalement, en plus des claviers, de la guitare. 

## Membres

### Membres actuels
- Justin « Slade the Leveller » Sullivan - guitares (électrique et folk), harmonica et chant (depuis 1980)
- Dean White - synthétiseur, guitare (depuis 1993)
- Micheal Dean - batterie, percussions (depuis 1998)
- Ceri Monger - basse (depuis 2012)

### Anciens membres
- Robert « Robb » Heaton - batterie, percussions (1980-1998, décédé le 4 novembre 2004)
- Stuart Morrow - basse (1980-1985)
- Jason « Moose » Harris - basse (1985-1990)
- Peter « Nelson » Nice - Guitare basse (1990-2012)
- Dave Blomberg - guitare (1993-2005)
- Marshal Gill - guitare (2005-2021)

### Membres de tournée et studio
- Ricky Warwick - guitare (1987) - a quitté le groupe pour former The Almighty
- Ed Alleyne-Johnson - violon électrique (1988-1993)
- Mark Feltham - harmonica (1986) - Contributions sur l'album Ghost of Cain
- Chris McLaughlin - guitare (1987-1989)
- Adrian Portas - guitare (1990-1993)

## Discographie

### Albums studio
- 1984 : Vengeance
- 1985 : No Rest for the Wicked
- 1986 : The Ghost of Cain
- 1987 : New Model Army (EP)
- 1989 : Thunder and Consolation
- 1990 : Impurity
- 1993 : The Love of Hopeless Causes
- 1998 : Strange Brotherhood
- 2000 : Eight
- 2005 : Carnival
- 2007 : High
- 2009 : Today Is A Good Day
- 2013 : Between Dog and Wolf
- 2014 : Between Wine and Blood
- 2016 : Winter
- 2019 : From Here
- 2024 : Unbroken

### Albums live
- 1988 : In this Together - Live at Bonn October 25th 1988
- 1991 : Raw Melody Men (Raw Melody Men est une anagramme de New Model Army)
- 1993 : BBC Radio One Live In Concert
- 1999 : All of This – The “Live” Rarities
- 1999 : ...and Nobody Else (2 CD)
- 2008 : Fuck Texas, Sing For Us
- 2018 : Night of A Thousand Voices (2 cd̟ et 1 dvd)
- 2025 : Live SO36 (Concert enregistré le 16 juillet 2022 au SO36)

### Compilations
- 1988 : Radio  Sessions 83-84
- 1992 : History - The Singles 85-91
- 1994 : B Sides And Abandoned Tracks
- 1997 : Small Town England (2 CD)
- 2000 : New Model Army (3 CD)
- 2001 : History – The Best of New Model Army
- 2001 : The Best
- 2002 : Lost Songs (2 CD)
- 2003 : Great Expectations – The Singles Collection
- 2004 : Original 20
- 2004 : The Collection
- 2010 : Anthology (2 CD)

### Singles
- 1983 : Bittersweet
- 1983 : Great Expectations
- 1984 : The Price
- 1985 : No Rest'4
- 1985 : Better Than Them - The Acoustic EP
- 1985 : Brave New World
- 1986 : 51st State
- 1986 : Adrenalin
- 1987 : Poison Street
- 1987 : Lights Go Out/Poison Street
- 1987 : White Coats EP
- 1987 : New Model Army EP
- 1989 : Stupid Questions
- 1989 : I Love The World (Promo)
- 1989 : Vagabonds
- 1989 : Green and Grey
- 1990 : Get Me Out
- 1990 : Purity
- 1991 : Space
- 1993 : Here Comes the War
- 1993 : Understand U (Promo)
- 1993 : Living In The Rose – The Ballads EP
- 1993 : Gimme Shelter (avec Tom Jones)
- 1994 : Vengeance 1994
- 1998 : Wonderful Way To Go/Refugee
- 1998 : Wonderful Way To Go
- 1998 : Queen Of My Heart
- 2000 : You Weren't There (Promo)
- 2000 : Orange Tree Roads (Promo)
- 2005 : Island (iTunes)
- 2006 : BD3 - Rumour & Rapture
- 2006 : BD3 - To Fall In Love With (Video clip de BD3 en bonus)
- 2007 : Wired
- 2019 : Never arriving

## Vidéographie

### VHS
- 1985 : Live 21.4.85
- 1989 : Videos 86 - 89
- 1992 : History – The Videos 85 – 90
- 1993 : Here Comes The War
- 1997 : Bizarre Festial
- 2001 : Rock City

### DVD
- 2003 : 161203 - Live At The Astoria (DVD + CD Audio en bonus)

## Participations et projets parallèles
- 1987 : Hex (Joolz)
- 1991 : Weird Sister (Justin Sullivan avec Joolz)
- 1995 : Big Guitars in Little Europe (live ; Justin Sullivan & Dave Blomberg)
- 1995 : Big Guitars in Little Europe (album live ; Justin Sullivan et Dave Blomberg)
- 1997 : True North (Justin Sullivan avec Joolz)
- 1999 : Volumes 1 and 2 (Red Sky Coven)
- 2000 : Winter (Nozzle)
- 2001 : Volume 3 (Red Sky Coven)
- 2002 : Fruit Flies and Battleships (Kip Keino)
- 2003 : Twilight Home (single ; Justin Sullivan)
- 2003 : Ocean Rising CD 1 (single ; Justin Sullivan)
- 2003 : Ocean Rising CD 2 (single ; Justin Sullivan)
- 2003 : Navigating by the stars (album ; Justin Sullivan)
- 2004 : Tales of the road (album live ; Justin Sullivan and Friends)
- 2004 : Justin Sullivan & Friends (DVD ; Justin Sullivan and Friends)
- 2005 : Twisted Vision (Nozzle)
- 2008 : Spirit Stories (Justin Sullivan avec Joolz)